# آدولفو گوری
آدولفو گوری (به ایتالیایی: Adolfo Gori) بازیکن فوتبال اهل ایتالیا است که از سال ۱۹۶۷ میلادی عضو تیم ملی فوتبال ایتالیا بوده و در ۱ بازی ملی حضور داشته‌است. او در بازی‌های ملی‌اش گلی به ثمر نرساند.
آدولفو گوری آخرین بازی ملی خود را در سال ۱۹۶۷ میلادی انجام داد.